# Разпределение (икономика)
Разпределение в икономиката се отнася до пълната производителност, доход или благосъстояние, разпределено сред индивидите или сред факторите на производство като труда, земята и капитала. В общата теория на националния доход и продуктовия баланс, всяка единица от производството отговаря на единица от дохода. Една от употребите на националния баланс е за класифициране на факторите на доходите  и измерването на техните съответни дялове като Национален доход. Но когато фокусът е върху дохода на индивидите и домакинствата, пригодяване към националните разчети или други източници на данни са често използвани. Тук интересът е основно върху частта на дохода, отиваща на върха (или дъното) – x процента от домакинства, следвани от y процента и така нататък, както и факторите, които могат да им повлияят (глобализация, данъчна политика, технология и т.н.).